# エレファントラブ
ELEPHANT LOVE（エレファントラブ）は、星野晶（元カステラの福地伸幸）、ヒリック（カステラの前身バンド「夜尿症」メンバーの宮内秀実）によるヒップホップユニット。
1992年に下落合にて結成、1996年にアンティノスレコードよりメジャー・デビュー。2003年のライブにて解散。略称は「エレラブ」。

## メンバー
- 星野晶 - MC
- ヒリック - MC

### 元メンバー
- 倉持陽一 - MC

### サポートメンバー
- DJ FUMIYA - 初期ライブDJとして参加。

## 来歴
- 1992年
東京都・下落合で結成。
- 1995年
5月　1stアルバム「荒野のエレファントラブ」（ファイルレコード）リリース。
- 1996年
7月　アンティノスレコードよりメジャー・デビュー。
アルバム「国際パワー」、シングル「モンキー」、ライブ映像「国内パワー」（オリーブレコード）の3タイトルを同時リリース。
- 2000年
8月　大島弓子原作の映画「金髪の草原」にて主題歌として新曲の「ぼくは世界とつながった」と、エンディングテーマとして「でもこの世界が好き～I LIKE IT (CHOKKAKU Version)」が起用される。
アンティノスレコードを離れ、倉持陽一が脱退。
- 2001年
7月　自主レーベル「EBIS RECORDS」を設立し、アルバム「男たちの朝」、「世界はおまえのものだ」をリリース。
- 2002年
ELEPHANT LOVE 結成10周年を迎える。
10月　アンティノスレコード時代のベスト版「1995-2000」をリリース。10月末に解散を発表。
12月　解散盤となるアルバム「ELEPHANT LOVE」リリース。
- 2003年
1月　初台ドアーズにてラストライブを開催し解散。YO-KING、初期ライブDJであるDJ FUMIYAも参加した。

## 作品

### シングルCD
- 「モンキー」（1996.7.21）
- 「抱きしめよう ～ I LOVE ROCK'N ROLL」（1996.12.1）
- 「3マン'S」（1997.3.21）
- 「食べたい ～ LOVIN' YOU」（1997.6.21）
- 「愛の地球(ほし)に生まれて ～ WE ARE FAMILY」（1997.11.21）
- 「大人は楽しい」（1998.7.18）
- 「でもこの世界が好き ～ I LIKE IT」（1998.10.31）
- 「STAY GOLD」（1999.3.20）忌野清志郎が参加。

### アルバムCD
- 「荒野のエレファントラブ」（1995.5.21）
- 「国際パワー」（1996.7.21）
- 「LOVE & FITNESS」（1997.5.21）
- 「GOLDEN BEST」（1999.4.21）ベストアルバム
- 「「金髪の草原」featuring エレファントラブ」（2000.8.23）映画「金髪の草原」のサウンドトラック / エレファントラブシネマ名義
- 「男たちの朝」（2001.7.25）
- 「世界はおまえのものだ」（2001.12.20）
- 「1995-2000」（2002.10.23）ベストアルバム
- 「ELEPHANT LOVE」（2002.12.5）

### レコード
- 「生猿 ～LIVE MONKEY」（1996.10.13）

### ビデオ
- 「国内パワー」（VHS/1996.7.21）
- 「ELEPHANT LIVE -LIVE at 赤坂BLITZ 1998-」（VHS/1998.7.18）
- 「GOLDEN VIDEO」（VHS/1999.4.21）ビデオクリップ集